# Grid (gra komputerowa 2019)
Grid (zapisywane również jako GRID) – komputerowy symulator jazdy stanowiący dziewiątą część w serii TOCA Race Driver, wyprodukowany i wydany przez firmę Codemasters. Gra miała swoją premierę 11 października 2019 na platformy PC (Microsoft Windows) i konsole ósmej generacji oraz 19 listopada 2019 na platformę Google Stadia.

## Rozgrywka
Gra skupia się na różnego rodzaju dyscyplinach wyścigów samochodowych. W produkcji można znaleźć takie kategorie wyścigów samochodów, jak Touring, Stock, samochody tuningowane, GT, FA Racing czy zaproszenia.
Gracz ma możliwość poprowadzenia kariery kierowcy, wybierając kolejne wydarzenia z sześciu kategorii. Otrzymuje również możliwość zatrudnienia drugiego kierowcy do swojego zespołu. Wydarzenia składające się na każdą kategorię prowadzą do mistrzostw w określonej kategorii wyścigów. Mogą one przybierać formę klasycznego wyścigu samochodowego, wyzwania najlepszego czasu okrążenia, próby czasowej czy wyścigu typu sprint.

## Odbiór
Recenzent czasopisma „PSX Extreme” ocenił grę na 7+/10. Pozytywnie ocenił liczbę i zróżnicowanie dostępnych klas wyścigów. Do zalet zaliczył także odmienne prowadzenie poszczególnych samochodów i wysoki poziom trudności. Z kolei tryb kariery odebrał jako zbyt uproszczony w porównaniu z innymi grami wyścigowymi z tego samego okresu.